# Cryptocreagris magna
Espèce
Synonymes
- Ideobisium magnum Banks, 1909

Cryptocreagris magna est une espèce de pseudoscorpions de la famille des Neobisiidae.

## Distribution
Cette espèce est endémique de Californie aux États-Unis. Elle se rencontre dans le comté de Siskiyou sur le mont Shasta.

## Description
L'holotype mesure 6,5 mm.

## Systématique et taxinomie
Cette espèce a été décrite sous le protonyme Ideobisium magnum par Banks en 1909. Elle est placée dans le genre Microcreagris par Chamberlin en 1930 puis dans le genre Cryptocreagris par Ćurčić en 1984.

## Publication originale
- Banks, 1909 : New Pseudoscorpionida. Canadian Entomologist, vol. 41, p. 303-307 (texte intégral).